# Bürgermeisterei Burbach
Die Bürgermeisterei Burbach war eine von ursprünglich 29 preußischen Bürgermeistereien, in die sich der 1816 neu gebildete Kreis Prüm im Regierungsbezirk Trier verwaltungsmäßig gliederte. Von 1822 an gehörte die Bürgermeisterei zur Rheinprovinz. Der Verwaltung der Bürgermeisterei unterstanden sechs Gemeinden. Der Verwaltungssitz war von 1823 an in der heutigen Ortsgemeinde Schönecken im Eifelkreis Bitburg-Prüm in Rheinland-Pfalz.
Die Bürgermeisterei wurde 1927 in Amt Burbach umbenannt.

## Gemeinden und zugehörige Ortschaften
Zur Bürgermeisterei Burbach gehörten folgende Gemeinden (Einwohnerzahlen, Stand 1843):
- Balesfeld (160 Einwohner) mit dem Weiler Neuheilenbach (63; seit 1960 eigenständige Gemeinde) und dem Gehöft Neuenweiher (14)
- Burbach (302) mit dem Weiler Neustraßburg (98), dem Althof (13) und der Burbacher Mühle (7)
- Feuerscheid (210) mit den Gehöften Hardt (19) und Schwarzbach (16) sowie dem Denterhof (13; auch „Hof Prümerstraße“)
- Nimshuscheid (166) mit der Huscheider Mühle (16)
- Lasel (330) mit dem Hof Altemauer (14; auch Hof Hontheim) und der Laseler Mühle (3)
- Wawern (80) mit dem Weiler Urwawern (42; auch „Höfe“ genannt) und dem Bielenhof (7)

Insgesamt lebten 1843 im Bürgermeistereibezirk 1.460 Menschen in 234 Wohnhäusern. Alle Einwohner waren katholisch. Es gab je eine Kirche in Burbach und in Lasel, Kapellen befanden sich in Balesfeld, Feuerscheid, Nimshuscheid und Wawern; die beiden Schulen standen in Burbach und in Lasel.
Bei einer statistischen Erhebung aus dem Jahr 1885 wurden 1.961 Einwohner in 390 Haushalten gezählt; die Fläche der zugehörenden Gemeinden betrug insgesamt 4.292 Hektar, davon waren 1.683 Hektar Wald, 857 Hektar Ackerland und 354 Hektar Wiesen.

## Geschichte
Vor 1794 gehörten alle Ortschaften zum Kurfürstentum Trier, Balesfeld, Burbach, Feuerscheid, Nimshuscheid und Wawern zum Hofbezirk bzw. zur Schultheißerei Seffern im Amt Prüm, Lasel zum Amt Schönecken.
Im Jahr 1794 hatten französische Revolutionstruppen das Linke Rheinufer besetzt. Unter der französischen Verwaltung waren die genannten Ortschaften von 1798 an dem Kanton Kyllburg zugeordnet, der zum Arrondissement Prüm im Saardepartement gehörte.
Aufgrund der Beschlüsse auf dem Wiener Kongress wurden 1815 wesentliche Teile des Rheinlands dem Königreich Preußen zugeordnet. Unter der preußischen Verwaltung wurden im Jahr 1816 Regierungsbezirke und Kreise neu gebildet, linksrheinisch behielt Preußen in der Regel die Verwaltungsbezirke der französischen Mairies vorerst bei. Die Bürgermeisterei Burbach entsprach insoweit der vorherigen Mairie Burbach, sie wurde dem Kreis Prüm im Regierungsbezirk Trier zugeordnet. Von 1822 an gehörte der Regierungsbezirk Trier, damit auch die Bürgermeisterei Burbach, zu der in dem Jahr neu gebildeten Rheinprovinz.
Der Verwaltungssitz war zunächst in Burbach und von 1823 an in Schönecken. Das Bürgermeistereiamt in Schönecken verwaltete in Personalunion auch die Bürgermeistereien Dingdorf und Schönecken.
Die Bürgermeisterei Burbach wurde 1927, so wie alle Landbürgermeistereien in der Rheinprovinz, aufgrund des preußischen Gesetzes über die Regelung verschiedener Punkte des Gemeindeverfassungsrechts vom 27. Dezember 1927 in „Amt Burbach“ umbenannt, 1936 als eigenständiges Amt aufgelöst und mit anderen Ämtern zum Amt Schönecken zusammengeschlossen.
Seit 1970 gehören die Gemeinden Feuerscheid, Lasel, Nimshuscheid und Wawern verwaltungsmäßig der damals neu gebildeten Verbandsgemeinde Prüm, die Gemeinden Balesfeld, Burbach, Neuheilenbach seit 1971 der Verbandsgemeinde Kyllburg im Eifelkreis Bitburg-Prüm in Rheinland-Pfalz an.